# 矢野圭吾
矢野 圭吾（やの けいご、1991年12月3日 - ）は、長野県松川町出身の陸上競技選手。専門は長距離走。佐久長聖高校、日本体育大学卒業。日清食品グループを経てカネボウに所属。

## 来歴

### 高校時代
駅伝の名門・佐久長聖高校の出身だが、同学年に大迫傑、1学年上に村澤明伸、千葉健太、佐々木寛文といった強力なチームメイトが多く、矢野自身は故障がちだったこともあり、全国高校駅伝には一度も出場していない。

### 大学時代
日本体育大学入学後、徐々に頭角を現す。3年時は主将・服部翔大を支えチームを牽引。関東インカレ1部10000mで8位入賞を果たすと、第89回箱根駅伝予選会では個人6位の好走。本大会では9区で区間2位と好走し、母校の30年ぶりの優勝に貢献。都道府県対抗駅伝でも最終7区で区間賞を獲得した。
4年時の関東インカレでも10000mで8位入賞。第90回箱根駅伝では再び9区を担当し区間賞を獲得。都道府県対抗男子駅伝では長野県チームの一員として最終7区を走り、中盤からペースを上げ先頭に立つと、埼玉県チームから出走した服部らの追走を振り切り、2年連続で区間賞を獲得する好走で優勝のゴールテープを切った。

### 実業団時代
大学卒業後は高校時代の同級生である大迫傑とともに日清食品グループに加入。2014年の東日本実業団駅伝では6区を担当し区間新記録を樹立。しかしニューイヤー駅伝は直前の練習で肉離れを起こし欠場した。
2015年の東日本実業団駅伝では4区で区間賞・区間新記録を樹立。ニューイヤー駅伝では5区を務めたが中盤から大きく失速。区間19位と振るわず3位から6位に後退した。
2016年の東日本実業団駅伝では4区を担当し自身の持つ区間記録を更新。チームの優勝に貢献し、優秀選手賞に輝いた。しかしニューイヤー駅伝では5区区間24位と振るわなかった。
2019年、日清食品グループの事業縮小に伴いカネボウに移籍。2020年のニューイヤー駅伝では3区で7人抜きの区間3位（区間新記録）と好走を見せた。

## 人物
- 安西ひろことは、はとこの関係[9]。

## 主な戦績
| 年   | 大会                                 | 種目(区間) | 順位     | 記録          | 備考                                 |
| ---- | ------------------------------------ | ---------- | -------- | ------------- | ------------------------------------ |
| 2013 | 第89回箱根駅伝                       | 9区        | 区間2位  | 1時間10分26秒 | 日本体育大学総合優勝                 |
| 2013 | 第18回都道府県対抗男子駅伝           | 7区        | 区間賞   | 37分54秒      | 長野県代表                           |
| 2013 | 第48回千葉国際クロスカントリー大会   | シニア12km | 4位      | 35分38秒      | 日本人1位                            |
| 2013 | 第40回世界クロスカントリー選手権大会 | シニア12km | 77位     | 36分05秒      |                                      |
| 2014 | 第90回箱根駅伝                       | 9区        | 区間賞   | 1時間08分29秒 | 歴代3位                              |
| 2014 | 第19回都道府県対抗男子駅伝           | 7区        | 区間賞   | 37分28秒      | 長野県代表・チーム優勝・最優秀選手賞 |
| 2014 | 金栗記念選抜中・長距離熊本大会       | 5000m      | 3組2位   | 13分55秒93    |                                      |
| 2014 | 兵庫リレーカーニバル                 | 10000m     | 2組7位   | 28分32秒8     |                                      |
| 2014 | 東日本実業団陸上競技選手権大会       | 5000m      | 3組1位   | 14分10秒13    |                                      |
| 2014 | 日体大長距離記録会                   | 5000m      | 34組5位  | 13分51秒16    | 自己ベスト                           |
| 2014 | ホクレン・ディスタンスチャレンジ深川 | 10000m     | A 30位   | 29分23秒17    |                                      |
| 2014 | 第55回東日本実業団駅伝               | 6区        | 区間賞   | 29分48秒      | 区間新                               |
| 2015 | ホクレン・ディスタンスチャレンジ網走 | 5000m      | A 28位   | 13分56秒51    |                                      |
| 2015 | 第56回東日本実業団駅伝               | 4区        | 区間賞   | 28分33秒      | 区間新                               |
| 2015 | 八王子ロングディスタンス             | 10000m     | 6組2位   | 28分21秒89    | 自己ベスト                           |
| 2016 | 第60回ニューイヤー駅伝               | 5区        | 区間19位 | 49分07秒      |                                      |
| 2016 | 第21回都道府県対抗男子駅伝           | 7区        | 区間12位 | 38分36秒      | 長野県代表・チーム5位                |
| 2016 | 日体大長距離記録会                   | 5000m      | 24組21位 | 13分56秒64    |                                      |
| 2016 | 第57回東日本実業団駅伝               | 4区        | 区間賞   | 27分58秒      | 区間新・優秀選手賞                   |
| 2016 | 八王子ロングディスタンス             | 10000m     | B 8位    | 28分27秒54    |                                      |
| 2017 | 第61回ニューイヤー駅伝               | 5区        | 区間24位 | 48分59秒      |                                      |
| 2017 | 東海大学長距離競技会                 | 10000m     | 3組5位   | 29分48秒32    |                                      |
| 2018 | 第62回ニューイヤー駅伝               | 6区        | 区間21位 | 37分33秒      |                                      |
| 2018 | 日体大長距離記録会                   | 1500m      | 4組4位   | 4分08秒14     |                                      |
| 2018 | 日体大長距離記録会                   | 1500m      | 6組1位   | 4分03秒56     |                                      |
| 2018 | 日体大長距離記録会                   | 1500m      | 8組1位   | 3分58秒12     |                                      |
| 2018 | 東日本実業団陸上競技選手権大会       | 5000m      | 2組1位   | 14分01秒65    |                                      |
| 2018 | 日体大長距離記録会                   | 5000m      | 29組9位  | 13分56秒45    |                                      |
| 2018 | ホクレン・ディスタンスチャレンジ網走 | 5000m      | B 22位   | 14分12秒58    |                                      |
| 2018 | ホクレン・ディスタンスチャレンジ深川 | 5000m      | A 15位   | 14分12秒46    |                                      |
| 2018 | 全日本実業団対抗陸上競技選手権大会   | 5000m      | 3組14位  | 14分15秒17    |                                      |
| 2019 | ゴールデンゲームズinのべおか         | 5000m      | C組7位   | 13分56秒54    |                                      |
| 2020 | 第64回ニューイヤー駅伝               | 3区        | 区間3位  | 37分51秒      |                                      |

## 関連人物
- 服部翔大
- 本田匠
- 鈴木悠介